# ایمجین آسیا
امجین ایژیا (انگلیسی: Imagine Asia) شرکت رسانه‌ای کره‌ای است، که در سال ۱۹۷۶ تأسیس شد.